# S/S Kong Harald

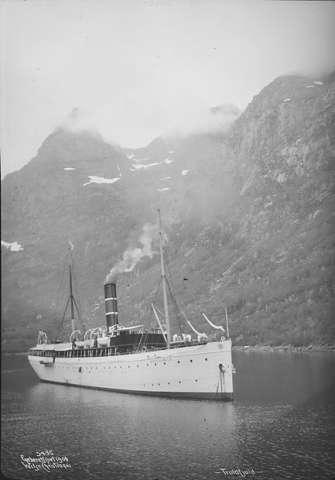
S/S Kong Harald i Trollfjorden sommeren 1906

S/S Kong Harald var ett passagerar- och hurtigrutenfartyg, som levererades till Det Nordenfjeldske Dampskibsselskab i oktober 1906 från det tyska varvet Joh. C. Tecklenburg i Geestemünde. Skeppet seglade på traden Hamburg – Kristiansand – Vadsø vintertid och på turistkryssningar till Nordkap sommartid. Från 1919 sattes Kong Harald in i hurtigrutentrafik och var ett av få hurtigrutenskepp som klarade sig igenom andra världskriget. År 1950 avlöstes fartyget av de nybyggda Italia-fartygen, och 1954 höggs hon upp i Belgien.
Efter leveransen 1890 sattes S/S Kong Harald in på linjen till Hamburg, som Det Nordenfjeldske Dampskibsselskab drev i samarbete med Det Bergenske Dampskibsselskab. Under sommarhalvåret seglade hon i de två rederiernas turisttrafik till Nordkap. År 1909 byggdes hon om och förlängdes med 7,5 meter. 
År 1919 sattes S/S Kong Harald in på Hurtigruten som ersättningsfartyg. 
Den 17 juni 1924, strax efter midnatt, kolliderade S/S Kong Harald  i tät dimma med S/S Haakon Jarl som var på väg norrut från Bodø. Fören skar sig djupt in i det andra fartygets akterskepp och åtta minuter senare sjönk hon. Sju passagerare och tio medlemmar av besättningen på Haakan Jarl omkom.
Vid det tyska angreppet på Norge den 9 april 1940 var S/S Kong Harald på sitt årliga verkstadsbesök i Trondheim. Alla hurtigrutenavgångar ställdes in, och trafiken kom igång först under sommaren samma år. På grund av krigsrisken blev Tromsø den nordligaste hamnen hösten 1941, medan seglatsen vidare till Finnmark sköttes av mindre fartyg. Kong Harald uppbringades av den brittiska flottan i december 1941, men hon hade för litet kol ombord för att kunna tas till Storbritannien, varför fartyget lämnades kvar. 
Efter den tyska kapitulationen den 8 maj 1945 var det stor brist på skeppstonnage. S/S Kong Harald seglade från juli 1945 åter på Hurtigruten. När de nya Italia-fartygen levererats för Hurtigrutten, fanns dock inte längre användning för S/S Kong Harald. Skeppet var upplagt i Trondheim till februari 1951, då ett belgiskt rederi köpte henne. Hon döptes om till S/S Westende med Oostende som hemmahamn. I juni 1954 höggs hon upp i Brygge.